# Theodor Brün
Theodor Brün (* 18. September 1885 in Hamm; † 4. August 1981 in Hagen) war ein deutscher Maler, Bildhauer und Grafiker. Sein Werk umfasst Aquarelle, Ölbilder, Radierungen, Zeichnungen, Holzschnitte sowie Plastiken. Bei seinen tiefgründigen und komplexen Kunstwerken steht der Mensch im Vordergrund.

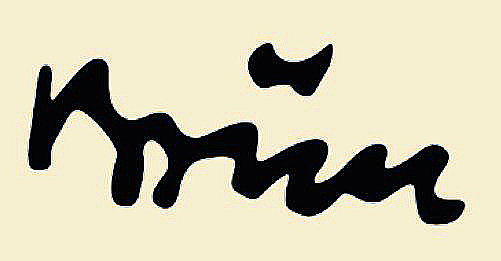
Unterschrift

## Leben und Werk
Theodor Brün wurde als erstes von neun Kindern geboren. Sein Vater war Kaufmann. Eingeschult wurde er in Essen, wohin die Familie umgezogen war. 1905 legte Theodor Brün sein Abitur ab und begann ein Jurastudium in München. Dieses brach er nach kurzer Zeit ab, um Kunst zu studieren. Brün besuchte die Radierklasse von Peter Halm in München sowie die Académie Julian in Paris. Die Bekanntschaft mit dem Maler Christian Rohlfs führte zur ersten Ausstellung. Von 1914 bis 1918 war er Soldat.
Danach begann er mit Holzschnitzarbeiten. Von 1921 bis 1928 wechselte der Künstler häufig den Wohnort, teilweise aus Geldnot, teilweise aus künstlerischen Gründen. In diese Zeit fallen erste größere Auftragsarbeiten, zum Beispiel für den Berliner Furche-Verlag, der seine Illustrationen zu Tolstois Geschichten verlegte. Im November 1928 heiratete Theodor Brün seine Frau Carla, mit der er die drei Söhne Timo, Bernd und Boris bekam. Sie arbeitete als Lehrerin und trug in schlechten Zeiten beträchtlich zum Familienunterhalt bei.
1931 gestaltete er das Ehrenmal in der Kirche in Traben-Trarbach, in den darauffolgenden beiden Jahren entstand das Grabmal für Walter Schrenk auf dem Dreifaltigkeitsfriedhof in Berlin.
In den dreißiger Jahren nahm er an zahlreichen Ausstellungen in Düsseldorf, Hagen, Hamm, Münster und Hannover teil.
In der Zeit des Nationalsozialismus zählte Brün zu den unerwünschten Künstlern. 1936 wurde in Essen auf der Ausstellung Westfront 1936. Freie Kunst im neuen Staate eines seiner drei Schnitzwerke (Heilige Drei Könige) entfernt. 1937 wurden alle seine Exponate für die Große Deutsche Kunstausstellung zurückgewiesen und in der Nazi-Aktion „Entartete Kunst“ nachweislich fünf Werke aus öffentlichen Sammlungen beschlagnahmt und vernichtet.
Um seine Familie zu versorgen, meldete sich Theodor Brün 1939 freiwillig zum Heer. Er wurde aber schon nach kurzer Zeit wieder entlassen und zog mit seiner Familie nach Stolp. 1940 erhielt er Ausstellungsverbot. Trotzdem wurden seine Werke bis 1945 in Hamm, Greifswald, Dortmund, Wien und Hagen ausgestellt.
Insgesamt hatte der Künstler über 100 Ausstellungen. Darunter Gemeinschaftsausstellungen mit Oswald Achenbach, Gert Arntz, Paul Fechter, Lis Goebel, Große-Perdekamp, Lotte Schrenk, Hermann Kätelhön, Otto Coester, Hermann Kuhmichel, Will Lammert, Lewy, Karel Niestrath, Grete Penner, Albert Reich, Christian Rohlfs, Wilhelm Schmurr, Eberhard Viegener und Karl Vogt. In der Nachkriegszeit bis zu seinem Tod folgten Ausstellungen in Münster, Telgte, Bielefeld, Hersfeld, Düsseldorf, Hagen, Frankfurt, Witten und Coesfeld. Ein Teil seiner Werke übernahm später die „Sammlung Beumers“ im Haus zum Turm in Monschau.
Theodor Brün arbeitete unermüdlich bis kurz vor seinem Tod. Er starb an einem Herzinfarkt am 4. August 1981 in Hagen im Alter von fast 96 Jahren.

## 1937 als „entartet“ aus öffentlichen Sammlungen beschlagnahmte und vernichtete Werke

### Skulpturen
- Der Schauspieler (Holz, Höhe 60 cm, 1927; Städtisches Museum Hagen)[3]
- Paar (Städtisches Museum Hagen)
- Der große Lobgesang (Skulptur, Holz; Gustav-Lübcke-Museum Hamm)

### Aquarelle
- Spaziergang (Städtisches Museum Hagen)
- Kirmes (Städtisches Museum Hagen)
- Im Wartesaal (Gustav-Lübcke-Museum,  Hamm)

## Ausstellungen (Auswahl)
- Sonderausstellung Theodor Brün, Museum St. Laurentius, Duisburg-Rheinhausen  7. Mai – 3. September 2017
- Ein Zeitkolorit, Göhltalmuseum in Kelmis (Belgien) – 2014
- Bilder vom Warten, Stadtbücherei Alsdorf und Artothek – 2014
- Theodor Brün zum 125. Geburtstag, Monschau – 2010
- Menschen und Landschaften, Sparkasse Hagen – 2008
- Ausstellung im Gustav-Lübcke-Museum, Hamm – 1979

## Video
- BRF zur Ausstellung im Göhltalmuseum 2014